# مایکل بنز
مایکل بنز (انگلیسی: Michael Benz؛ ‏۱۹۸۱/۱۹۸۲) بازیگر اهل بریتانیا است.
از فیلم‌ها یا مجموعه‌های تلویزیونی که وی در آن‌ها نقش داشته‌است، می‌توان به دانتون ابی اشاره نمود.